# Hammer Horror
Hammer Horror è un singolo della cantante britannica Kate Bush, primo estratto dal suo secondo album del 1978 Lionheart.

## Il brano
Il brano rappresenta un tributo alla Hammer, casa cinematografica specializzata in film horror. La storia parla di un attore che si trova costretto improvvisamente a recitare la parte del protagonista de Il gobbo di Notre Dame dopo che l'attore precedente è morto in un incidente sul set.
Il protagonista della storia, roso dai rimorsi, finisce con l'essere perseguitato dal fantasma del protagonista originale, di cui era amico in vita.

## Versioni
- 27 ottobre 1978 – Kate Bush, Hammer Horror, 45gg, EMI EMI 2887, Regno Unito, prodotto da Kate Bush[3]. Questa versione contiene i brani seguenti:

1. "Hammer Horror" – 4:38
2. "Coffee Homeground" – 3:39.

## Classifiche
| Classifica (1978) | Posizione massima |
| ----------------- | ----------------- |
| Australia         | 17                |
| Irlanda           | 10                |
| Nuova Zelanda     | 21                |
| Paesi Bassi       | 25                |
| Regno Unito       | 44                |
| Spagna            | 35                |